# Bogdan Rutha
Bogdan Rutha (ur. 17 czerwca 1920 w Poznaniu, zm. 29 maja 1983 w Puszczykowie k. Poznania) – polski poeta, prozaik, autor słuchowisk, scenarzysta.
Studiował na Wydziale Medycznym Uniwersytetu Poznańskiego. Debiutował w 1955 roku na łamach tygodnika Życie Literackie jako poeta. Na motywach jego utworów powstał scenariusz serialu telewizyjnego Misja.

## Utwory literackie
Powieści:
- 1961 – Opowieści z Davos
- 1967 – W Hiszpanii o świcie
- 1970 – Misja o północy
- 1971 – Wyspa psów
- 1973 – Szczurzy pałac
- 1974 – Dozorcy słowików
- 1978 – Cudowne wspaniałe życie
- 1987 – Lawendowe wzgórze

Zbiory opowiadań:
- 1972 – Nasze ciekawe czasy
- 1975 – Sala pełna księżyców
- 1983 – Przyjęcie w „Angleterre”
- 1989 – Zimowy spacer